# Сан-Саба (река)
Сан-Саба (англ. San Saba River) — река в центральной части штата Техас (США), правый приток реки Колорадо. Общая длина реки составляет примерно 225 км.

## География

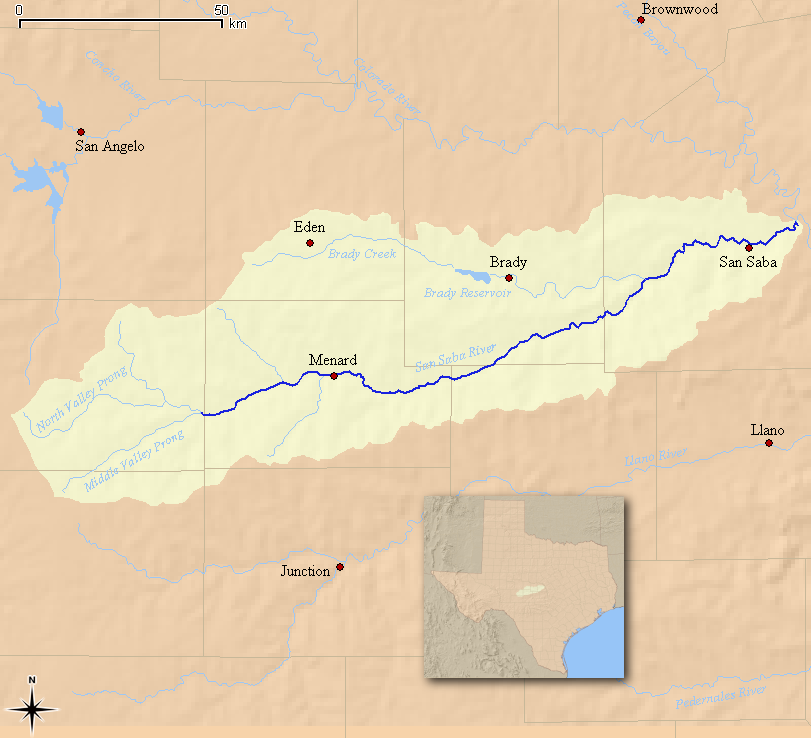
Бассейн реки Сан-Саба

Река Сан-Саба образуется в северной части плато Эдуардс, в месте слияния рек Норт-Валли-Пронг (англ. North Valley Prong, координаты истока — 30°49′41″ с. ш. 100°35′11″ з. д.) и Мидл-Валли-Пронг (англ. Middle Valley Prong, координаты истока — 30°38′37″ с. ш. 100°29′56″ з. д.). Место слияния этих рек находится на высоте 631 м над уровнем моря, рядом с населённым пунктом Форт-Маккаветт, расположенным в техасском округе Менард. Поблизости находится одноимённый исторический парк штата Техас — Fort McKavett State Historic Site.
Далее река Сан-Саба течёт на восток (и немного к северу), подходит к шоссе  US 190 и продолжается вдоль этого шоссе на восток до города Менард, центра одноимённого округа. В Менарде река пересекает шоссе  US 83 и продолжает течь на восток, вдоль  шоссе 29 штата Техас.
Затем река уходит к северо-востоку, протекает южнее города Брейди (центра округа Мак-Каллок), и далее пересекает шоссе  US 87 и  шоссе 71 штата Техас. После этого в реку Сан-Саба впадает ручей Брейди-Крик, являющийся одним из основных её притоков. Место впадения ручья Брейди в реку Сан-Саба находится на высоте 399 м, координаты — 31°07′41″ с. ш. 98°59′16″ з. д..
Приближаясь к городу Сан-Саба (центру одноимённого округа), река пересекает шоссе  US 190, и далее продолжает течь вдоль этого шоссе до места впадения в реку Колорадо, которое находится на высоте 341 м над уровнем моря.
Площадь бассейна реки Сан-Саба составляет 8132 км².

## Рыбная ловля
Река Сан-Саба является одним из популярных мест для рыбной ловли в Техасе. В ней водятся гуадалупский окунь (Micropterus treculii), большеротый окунь (Micropterus salmoides), розовый солнечник (Lepomis auritus) и другие виды пресноводных рыб.